# CHU - Eurasanté
Het metrostation CHU - Eurasanté is een station van metrolijn 1 van de metro van Rijsel. Het is het eindpunt van lijn 1 en ligt in de wijk Lille-Sud. Het station was vernoemd naar het ziekenhuis Albert Calmette en het oude ziekenhuis B (tegenwoordig Roger Salengro genoemd).
Bij de aanleg van de metrolijn werd erover gedacht om de lijn te laten lopen tot aan het vliegveld Lille-Lesquin. Echter denkt men er nu meer over om het beginpunt van lijn 1, Quatre Cantons - Grand Stade, te verlengen tot de luchthaven. Uitbreidingsplannen vanaf het station C.H.R. B-Calmette liggen er nog wel, omdat het een oplossing zou kunnen zijn voor de (soms overvolle) shuttlebussen waar veel gebruik van wordt gemaakt op het ziekenhuiscomplex.